# Tesla Model X
Tesla Model X er en firehjulstrukken SUV elbil udviklet af Tesla Motors. Prototypen blev afsløret ved Teslas design studios i Los Angeles den 9. februar 2012. Den blev sat i produktion i 2015.
Model X bliver solgt med to valg af batteristørrelser, den ene på 70 kWtime og den anden på 90 kWtime, hvor Perfomance modellen kan gå fra 0 til 100 km/t på 4 sekunder, og vil derfor accelerere hurtigere end mange sportsbiler og den hurtigste SUV på markedet
Model X's firehjulstræk køresystem bruger to motorer (en forrest og en bagerst), hvilket skiller sig ud fra de normalle firehjulstræk-systemer, som kun har én motor til alle fire hjul.
Tesla Motors planlagde at gøre Model X tilgængelig med baghjulstræk, men produktion af det blev droppet og modeller er kun tilgængelige med firehjulstræk.
Model X har en bestemt 'fordel' som Model S ikke har, nemlig de såkaldte falcon doors, som åbnes på en helt speciel måde der både gør det muligt at stå op mens man sætter sig ind i bilens midtersæder og reducerer hvor bredt dørene åbnes hvilket tillader mere snævre parkeringer.
Efter at afgiftsfritagelsen stoppede i Danmark i 2015, forventede Tesla at have meget lavt salg i Danmark.